# Albacete Balompié
El Albacete Balompié S. A. D. es un club de fútbol español con sede en la ciudad de Albacete, en la comunidad autónoma de Castilla-La Mancha, que juega en la Segunda División de España. 
Fue fundado el 1 de junio de 1939 (por fusión de Club Deportivo Nacional y Albacete Fútbol Club) con el nombre de Sociedad Deportiva Albacete Fútbol Asociación, y modificó su denominación por la de Albacete Balompié en 1941.
El color que identifica al club es el blanco, que aparece en su uniforme titular desde su fundación. Desde 1960 juega como local en el Estadio Carlos Belmonte, de propiedad municipal, con capacidad para 17 524 espectadores.
El Albacete Balompié es un histórico del fútbol español.  Es el único equipo de Castilla-La Mancha que ha militado en Primera División. Ha jugado en Primera 7 temporadas repartidas en dos épocas, además de 27 en Segunda, 1 en Primera Federación, 11 en Segunda B y 30 en Tercera, habiendo obtenido un trofeo de campeón de Segunda División (1990-91), tres trofeos de Segunda División B (1989-90, 2013-14 y 2016-17) y ocho de Tercera División.
En su debut en Primera División, el denominado «queso mecánico» finalizó en la séptima posición de la clasificación, quedándose a un punto de jugar la Copa de la UEFA. En la temporada 1994-1995 se quedó a un paso de la final de la Copa del Rey tras caer ante el Valencia CF en las semifinales en un partido de vuelta que se resolvió por la mínima tras el empate de la ida.
El grupo catarí Skyline International es el máximo accionista del Albacete Balompié, elegido para desarrollar un ambicioso proyecto de fútbol, y su actual presidente es el empresario venezolano-libanés Georges Kabchi.
Su equipo filial, el Atlético Albacete, milita actualmente en Tercera Federación (grupo XVIII). Cuenta con una sección femenina, el Fundación Albacete, que ha militado durante cinco temporadas en Primera División.

## Historia

### Equipos antecesores

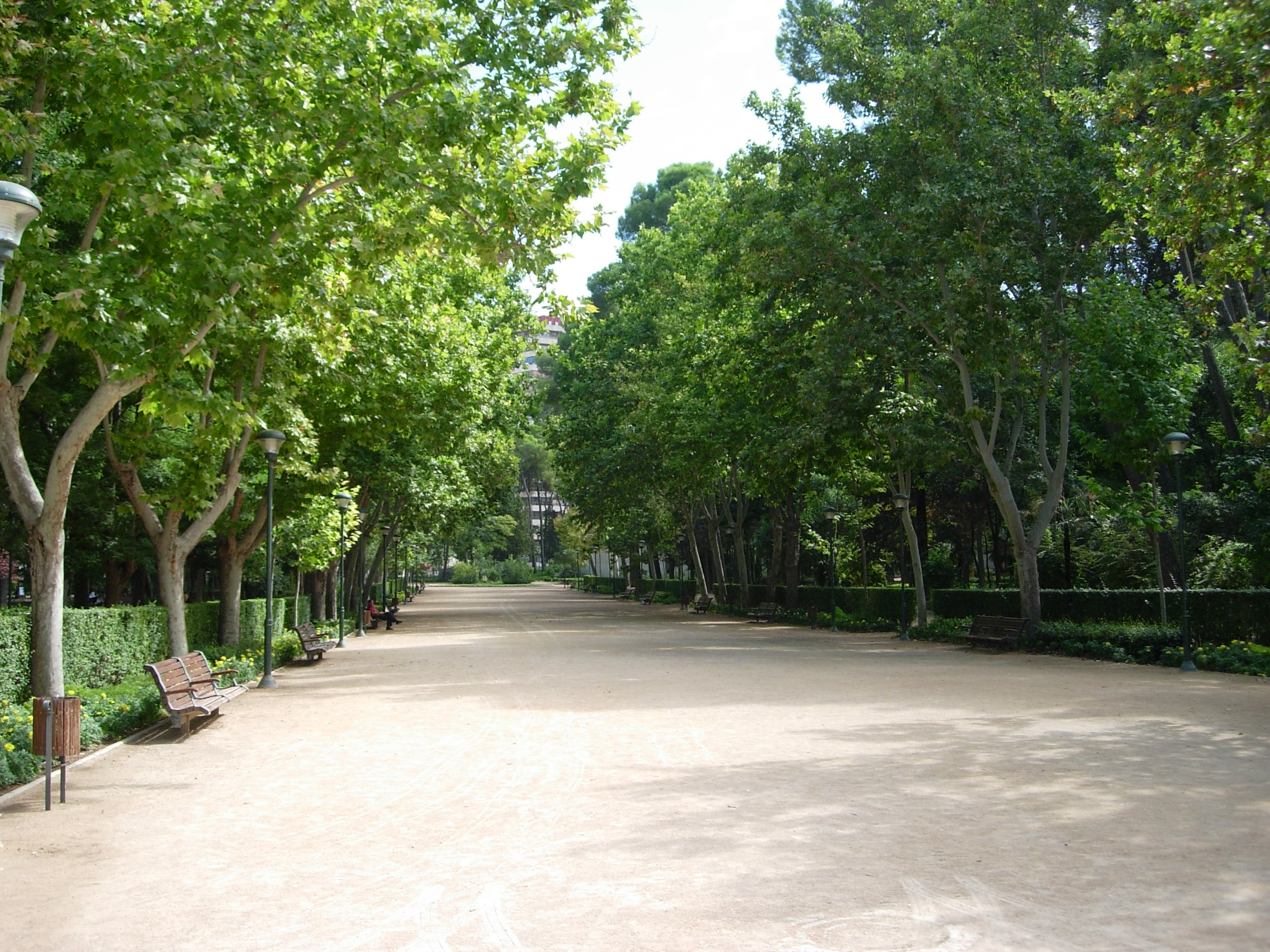
En 1936 los clubes de fútbol de Albacete se trasladan a un estadio situado en el Parque de los Mártires, actual Parque de Abelardo Sánchez.

Se tienen noticias de la fundación de dos clubs de forma contemporánea, La Normal y La Liga, dos entidades que comienzan a fomentar la práctica de este deporte en la ciudad a principios del siglo XX. A lo largo de 1917, y gracias a Franklin Albricias Goetz, profesor y pastor de la iglesia evangélica en la capital castellano-manchega, ambos equipos se fusionan en el primer club de fútbol en la ciudad de Albacete, el Club Deportivo Albacete, que sería parte de la base de lo que luego fue el Albacete Balompié.

Gráfico del desempeño del Albacete Balompié en la liga 1929-2023

En el primer encuentro disputado, el Club Deportivo Albacete se enfrentó a El Provencio en la Plaza de Toros de la ciudad, recién inaugurada, al no existir en Albacete ninguna instalación expresamente destinada a la práctica del fútbol. Esta carencia de instalaciones para el equipo se vería suplida con la ubicación de un recinto para su práctica situado en el Paseo de la Cuba en 1923. Ante el éxito de la iniciativa, comenzaron a surgir otras formaciones deportivas, entre las que figuraban el Real Ritz, el Hispania, el Tauromaquia, el Siberia, el Chevalier, el Red Star, el Club Cinegético o el Athletic Manchego (entre otros), que originaron una serie de competiciones futbolísticas en los diferentes barrios de la ciudad de Albacete.
En 1920 se crearía otro equipo importante en la ciudad, el Club Deportivo Nacional, promovido por Antonio Tabernero y Rafael Cantos 'Camoto'. En 1924, y tras la fusión del Club Cinegético y del Club Deportivo Albacete, surge la Unión Deportiva Albacetense, equipo que vestirá íntegramente de negro con cuello y ribetes blancos. Este club pronto obtendrá el reconocimiento de los aficionados, y gracias a la diligencia de su directiva le será concedido el título de real, pasando a ser denominado como "Real Unión Deportiva de Albacete". Un año más tarde, en 1925, Tadeo Sempere Matarredonda funda el Albacete Fútbol Club, que pese a tener una corta historia, en la temporada 1929-30 logra disputar el Campeonato de Tercera División.
Todos ellos disputarán sus encuentros desde 1936 en el Parque de los Mártires (actual Parque de Abelardo Sánchez).

## La fundación del club
Una vez finalizada la Guerra Civil, tres equipos intentan retomar su actividad deportiva en la ciudad castellano-manchega: el "Club Deportivo Nacional", la "Unión Deportiva Albacetense" y el "Albacete Fútbol Club". Pero debido al crítico momento económico por el que pasaba el país en plena postguerra, el primero y el tercero no lograron su supervivencia y se fusionan dando lugar al "Albacete Fútbol Asociación".
La fundación se materializó el 1 de junio de 1939, con el nombre de "Sociedad Deportiva Albacete Fútbol Asociación". El nuevo equipo se decantará por un uniforme totalmente blanco, que reduciría los gastos económicos de la equipación (entre otros aspectos), y fijará la sede social del mismo en el Café Colón de la capital albaceteña, situado en la calle Concepción, y eligiendo como primer presidente a Antonio Lozano Matarredona (quien fuera cofundador de otros clubes en Albacete).
El club debuta jugando en la Primera Regional B Murciana, la temporada 1939-40, donde logra alzarse con la primera plaza y ascender. Al año siguiente juega en Primera Regional, y queda en tercera posición. Tras estas dos temporadas, y tras una serie de modificaciones legales impulsadas por el general José Moscardó como Delegado Nacional de Deportes, tendentes a "españolizar" el nombre de los equipos de fútbol en España, en 1941 el club pasa a denominarse Albacete Balompié hasta la actualidad.
El ascenso a la Tercera División se conseguirá en 1943, al ser invitado a participar en dicha categoría (por ampliación del número de equipos) como representante de la provincia de Albacete.

### De 1939 a 1960

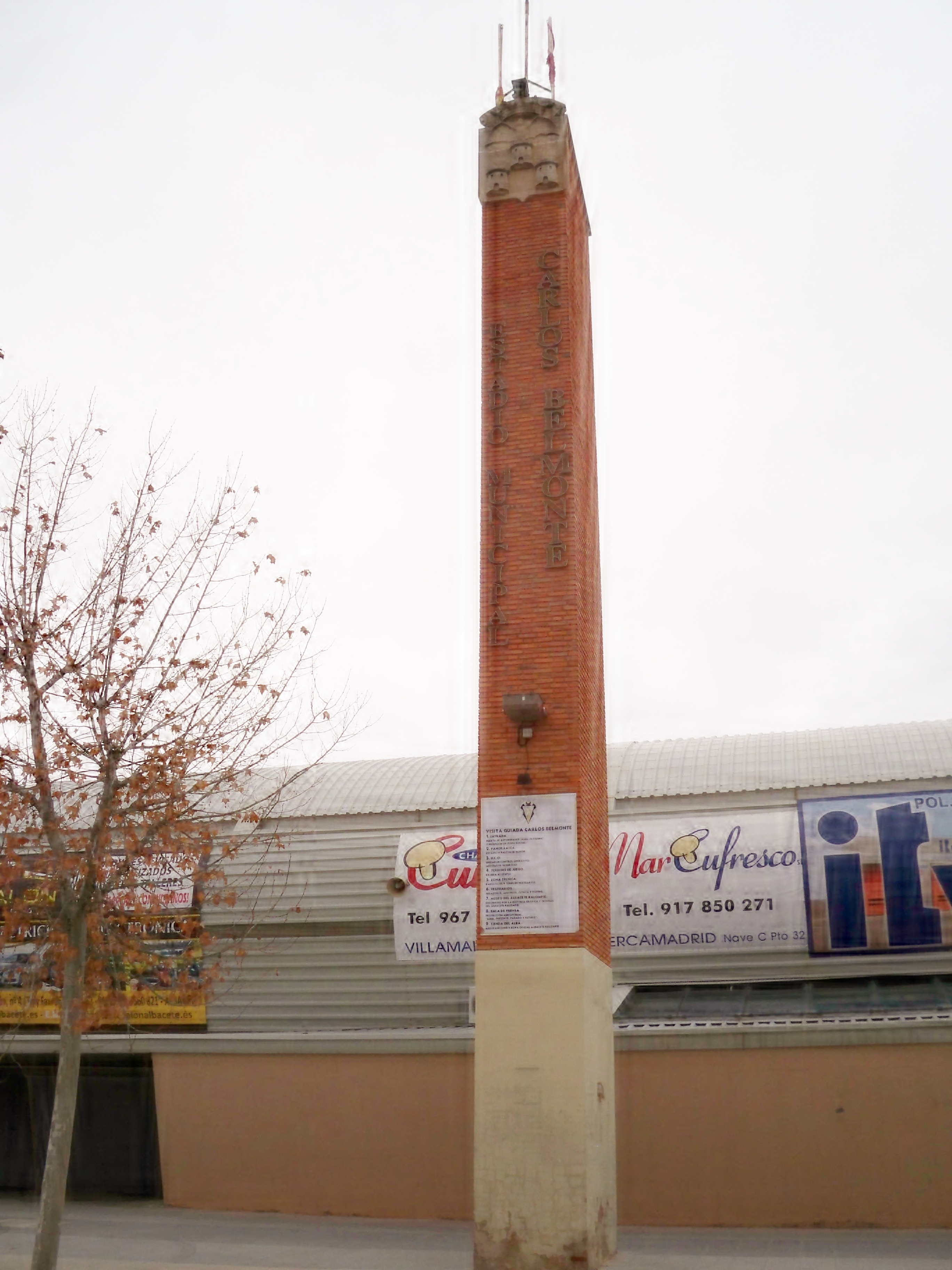
Monolito situado en las inmediaciones del Estadio Carlos Belmonte de Albacete

Durante la temporada 1942-43, se incrementa notablemente el número de aficionados, y el Albacete Balompié se convierte en el equipo más goleador de la Primera División Regional, motivos que impulsarán la creación, en 1942, del Trofeo Ciudad de Albacete, en cuya primera edición se enfrentarán el Albacete Balompié contra la Selección de Fútbol de Murcia, logrando el triunfo para el club albaceteño.
Ante la precaria situación económica, Antonio Lozano abandona la presidencia del club el 10 de julio de 1943, accediendo a la misma Luís Bufort Climent (que dimitiría un año más tarde), el cual crea la figura del socio protector como medio de fomento del equipo y mejora de tesorería de la entidad. Ese mismo año se lograría el fichaje de José Vilanova "el Xiquet", una de las máximas figuras del Valencia C. F. durante esta época.
Será en la temporada 1946-47, y tras una brillante clasificación con una media de cuatro tantos por encuentro, cuando ocurra uno de los hechos más turbios de la historia del equipo. En la fase de ascenso a la segunda división, y tras ir perdiendo por 3-1 frente a la Cultural Leonesa, el equipo vencerá por 3-5, ante acusaciones de amaño, situación que le impidió luchar por el ascenso y que motivó el cierre de comercios en la ciudad y la salida de cerca de 20 000 vecinos en manifestación contra el Comité de Competición.
En la temporada 1948-49, se consigue el primer ascenso a la Segunda División, al conseguir el campeonato en la Tercera División, categoría que se mantendría en las siguientes edición. No obstante, la difícil situación económica por la que pasa el club pasará factura a la plantilla, que no reunirá la calidad necesaria para mantener la categoría, lo cual provocará el descenso nuevamente a la Tercera División. El episodio más dramático se vivirá en el verano de 1951 cuando debido a la mala situación financiera, el Albacete Balompié no puede disputar la temporada 1951-52, dejando a la ciudad de Albacete sin representante futbolístico en competición oficial.
Tras una serie de negociaciones intensas, la entidad deportiva castellano-manchega logra disputar la temporada 1952-53 en la Tercera División, eligiendo como presidente a Antonio Soler Sánchez, aunque la plantilla se mantendrá en la mitad de la tabla hasta que en la Liga 1958-59, y tras la renovación de la misma, se logre el campeonato liguero, cuyo triunfo se vería empañado por los malos resultados cosechados en la fase de ascenso.

### De 1960 a 1970

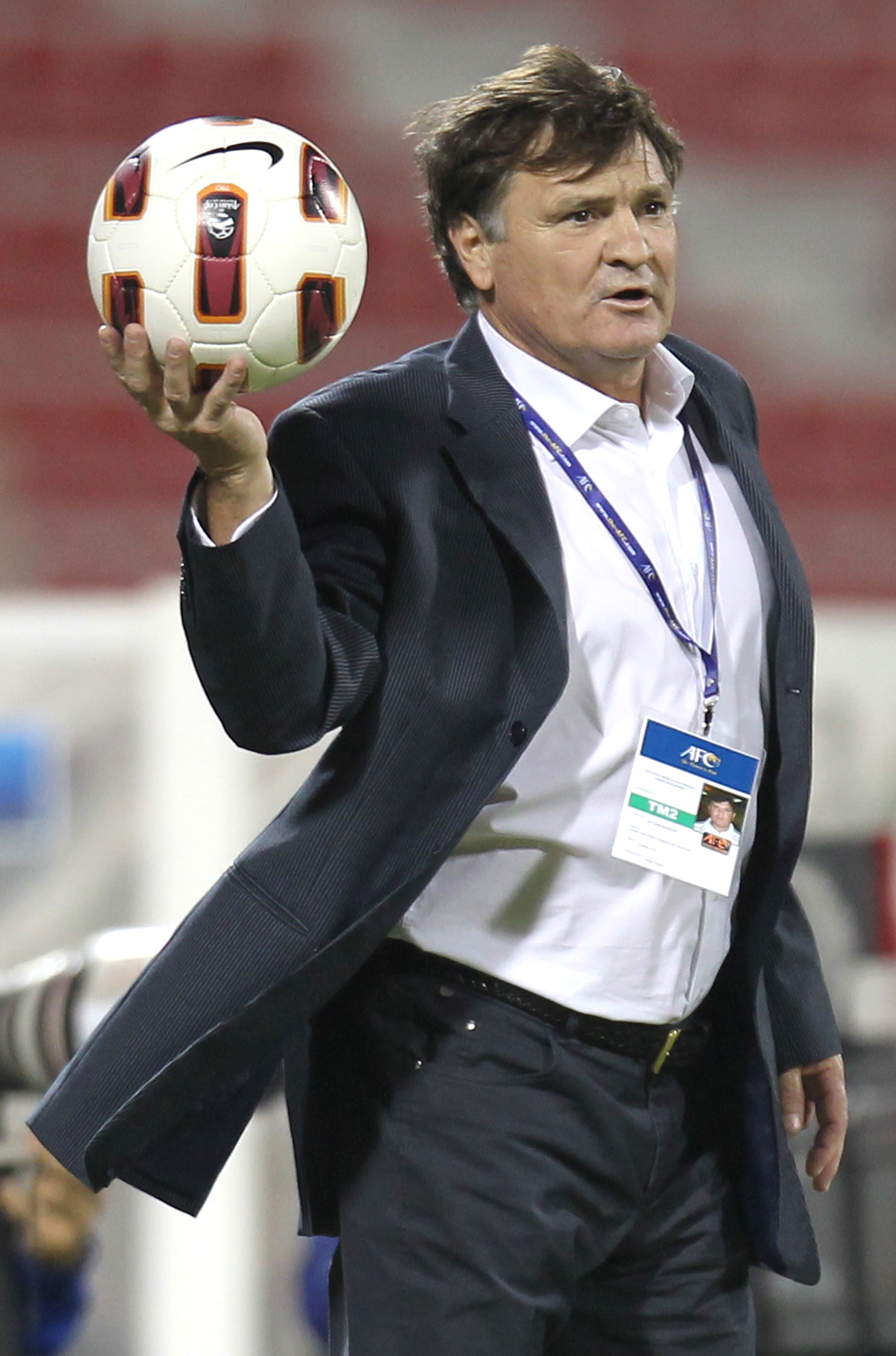
José Antonio Camacho militó en las categorías inferiores del Albacete Balompié, y jugó con el primer equipo entre 1971 y 1973.

En 1959, y ante las precarias instalaciones con las que contaba el equipo, el alcalde de la ciudad de Albacete Carlos Belmonte (1917-1979), arquitecto de profesión, diseña de forma desinteresada un proyecto sobre la construcción de un estadio de fútbol en la capital, proyecto que salió adelante y que fue financiado mediante la emisión de mil abonos para diez temporadas al precio de 5000 pesetas cada uno, lográndose vender cerca de 700, lo que supusieron el ingreso de 3 500 000 pesetas a los que hubo que añadir un crédito de 7 500 000 pesetas concedido por la Delegación Nacional de Deportes para poder sufragar dicha construcción. A dicho proyecto se le añadiría la construcción de pistas de atletismo en torno al campo de fútbol, completando unas instalaciones deportivas completas y funcionales para la práctica del deporte en la ciudad. El recinto deportivo fue ubicado en las afueras de la ciudad, y contaba con 9230 localidades (4230 con asiento y 5000 de pie).
El estadio (denominado Estadio Carlos Belmonte en honor a su precursor) se inauguró el 9 de septiembre de 1960, en plena Feria de Albacete, con un partido amistoso ante el Sevilla F. C., aunque la inauguración de las instalaciones va paralela al ascenso a Segunda División por parte del club, logro que se obtendría al proclamarse campeón de su grupo en Tercera División.
El desarrollo de la temporada 1961-62 es bastante irregular en Segunda División, al terminar decimotercero, y tras la disputa de las eliminatorias, el club desciende nuevamente a la Tercera División. El resto de la década será todo un calvario para el equipo que no logrará ascender de categoría, pese a disputar la fase de ascenso en la temporada 1963-64, en la de 1964-65, y en la de 1966-67.
Será en la temporada de 1969-70 cuando los malos resultados deportivos avoquen al equipo a la División Regional tras las modificaciones deportivas que establecería la RFEF.

### De 1970 a 1980
La década de los setenta será nefasta para la entidad castellana, que militará en las categorías regionales en dos periodos de la década, aunque contará entre sus filas con grandes jugadores de la talla de José Antonio Camacho o Julián Rubio, que se formaron en el club. En la campaña 1974-75 logrará proclamarse campeón de su grupo y ascender nuevamente a la Tercera división, categoría que perdería en la temporada 1975-76.
Tras fase regular en la que se cosecharon importantes victorias, en la temporada 1976-77, el Albacete Balompié lograría el ascenso a la Tercera División, categoría que mantendrá hasta la temporada 1981-82.

### 1980-1990
En la campaña 1980-81, el Albacete Balompié logra hacerse con la tercera plaza de su grupo al finalizar la fase regular, aunque en la promoción de ascenso no consigue hacerse con la victoria. Será en la temporada 1981-82 cuando se consiga el ansiado ascenso tras ser campeón de su grupo en Tercera División y ganar en los dos encuentros de la fase de ascenso a Segunda División B, categoría recién creada en esa temporada.
Tras cosechar unos excelentes resultados en las temporadas siguientes, será en la campaña 1984-85 cuando, de la mano de Julián Rubio, entrenador de la tierra, cuando se consiga el subcampeonato de la categoría y el triunfo como campeón en la Copa de la Liga de Segunda División B dentro del Grupo II (triunfo que también consiguió en la temporada anterior).
Tras estos importantes logros, en la temporada 1985-86 solo se consigue el decimoséptimo puesto, lo cual implica un nuevo descenso a la Segunda División B, categoría que se mantendrá hasta que en la temporada 1989-90 se consiga el ascenso a la Segunda División de la mano de Benito Floro como entrenador.

### El ascenso a Primera y la era del "Queso Mecánico" (1991-1996)

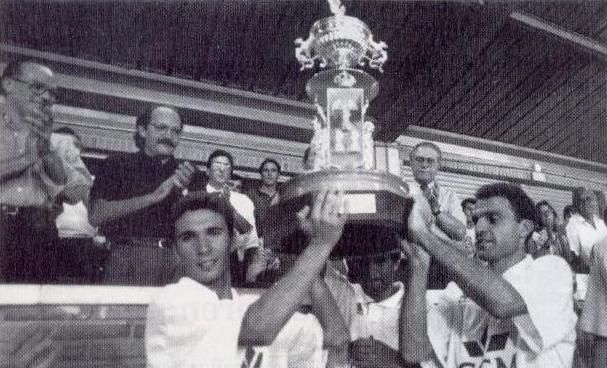
Victoria del Albacete Balompié en el trofeo de la ciudad en 1994.

Tras el éxito cosechado, el entrenador asturiano Benito Floro dirigirá una plantilla mítica en la historia del club, que de la mano del jugador albaceteño "Catali", Zalazar o Coco (entre otros) lograrán el ascenso a la Primera División en la temporada 1990-91, una categoría nunca alcanzada con anterioridad.
En la siguiente temporada, la Liga 1991-92, la entidad se transforma en Sociedad Anónima Deportiva, en virtud de un Real Decreto aprobado por el Gobierno español, y se cosechan los mejores resultados deportivos en la historia del club, al ser la revelación de la temporada y finalizar en una excelente séptima posición (a 1 punto de entrar en la Copa de la UEFA), que le valdrá el apelativo del "Queso Mecánico". Varios jugadores como José Luis Zalazar o Delfí Geli serán reconocidos por los medios de comunicación con sendos premios al finalizar la temporada. Además, importantes jugadores como Ismael Urzaiz o Julio Soler militaron en el equipo durante la competición.

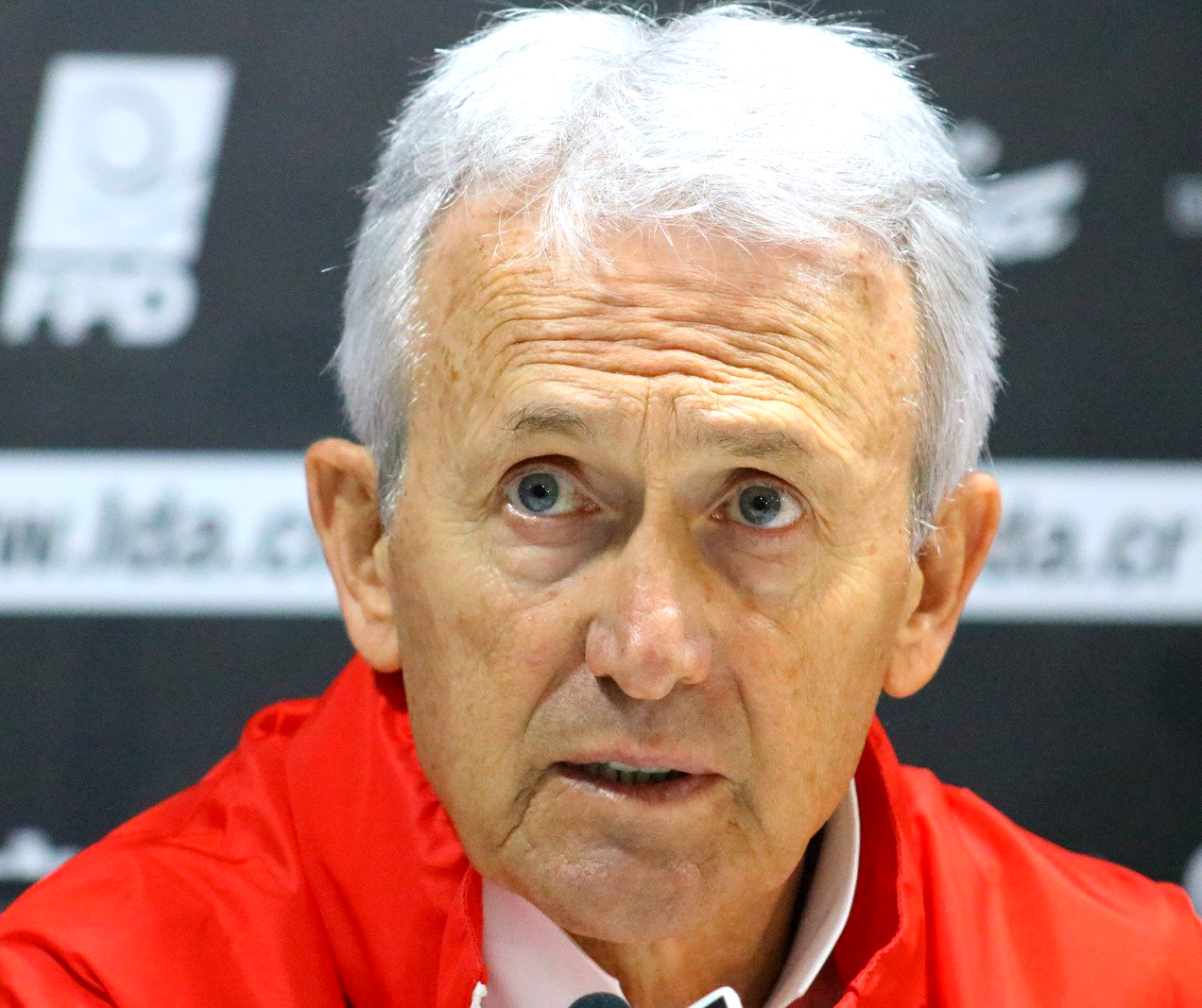
Benito Floro, entrenador del Albacete durante 1989-1992 y 1994-1996.

Será la siguiente temporada, la Liga 1992-93, cuando el Albacete Balompié entre en crisis y descienda hasta el decimoséptimo puesto de la clasificación, debiendo de defender su plaza en la Primera División frente al R. C. D. Mallorca, club al que vencerá por 1-3 en el encuentro de la ida, y 2-1 en el encuentro disputado en el Estadio Carlos Belmonte. En la Liga 1993-94 el Albacete logra conseguir la decimotercera plaza al cosechar 35 puntos, y mantenerse en la máxima categoría del fútbol español. Pero nuevamente en la siguiente temporada, la 1994-95, el equipo no logra pasar de la decimoséptima plaza de la Liga y debe disputar la promoción por la permanencia ante la U.D. Salamanca. En el partido de ida venció el Albacete Balompié, pero en la vuelta el club salmantino cosechó una victoria importante por 0-5. Es en esta temporada cuando el Albacete logra disputar las semifinales de la Copa del Rey contra el Valencia C. F. que se saldaron con la victoria del equipo levantino in extremis (1-1 y 2-1).
Tras la mala clasificación, la derrota en la promoción por la permanencia y cuando el club se preparaba irremediablemente para el descenso, los impagos del Sevilla F. C. y del R.C. Celta de Vigo hacen que tanto el Albacete Balompié como el Real Valladolid ocupen sus plazas respectivamente en la máxima categoría. Tras la polémica suscitada, la RFEF indultará a los clubes amonestados, lo que comportará la primera edición de la Liga con 22 equipos en la temporada 1995-96. A pesar de ello, el Albacete Balompié no aprovecha la oportunidad y termina la temporada como vigésimo clasificado, disputando y perdiendo la promoción por la permanencia ante el C.F. Extremadura (1-0 en el partido de ida y 0-1 en el Carlos Belmonte).

### En Segunda División (1996-2003)
Tras el descenso a Segunda División, en la temporada 1996-97 el equipo logra la cuarta plaza de la clasificación con 66 puntos y 19 encuentros ganados, la más alta de lo que resta de década de los noventa.
En la siguiente temporada, la 1997-98 se logrará la decimocuarta plaza, no consiguiendo remontar de posición en la temporada 1998-1999 al mantenerse en decimoquinto lugar. Solo en la temporada 1999-2000 se mejorarán los resultados, al alzarse en este caso con la décima plaza de la clasificación en la Segunda División, aunque en una posición media dentro de la tabla.
Al iniciarse el nuevo siglo, el equipo cosechará un buen resultado, terminando quinto en la temporada 2000-01 y buena imagen de juego, aunque nuevamente en la temporada 2001-02 de la división de plata, la entidad castellano-manchega volverá a los puestos medios (décima posición).
Finalmente, y tras una temporada muy trabajada en la temporada 2002-03, el Albacete Balompié logra hacerse con la tercera plaza de la categoría (71 puntos conseguidos en 17 partidos ganados, 20 empates y solo 5 derrotas) y consigue automáticamente el ascenso a la Primera División de la mano del técnico valenciano César Ferrando. Esta plantilla mítica en la historia del club estaba compuesta, entre otros, por jugadores como Jesús Perera (que ese año sería el máximo goleador de la categoría con 22 tantos), Ludovic Delporte, Laurent Viaud, Basti o Carlos Roa en la portería.

### Regreso a Primera (2003-2005)

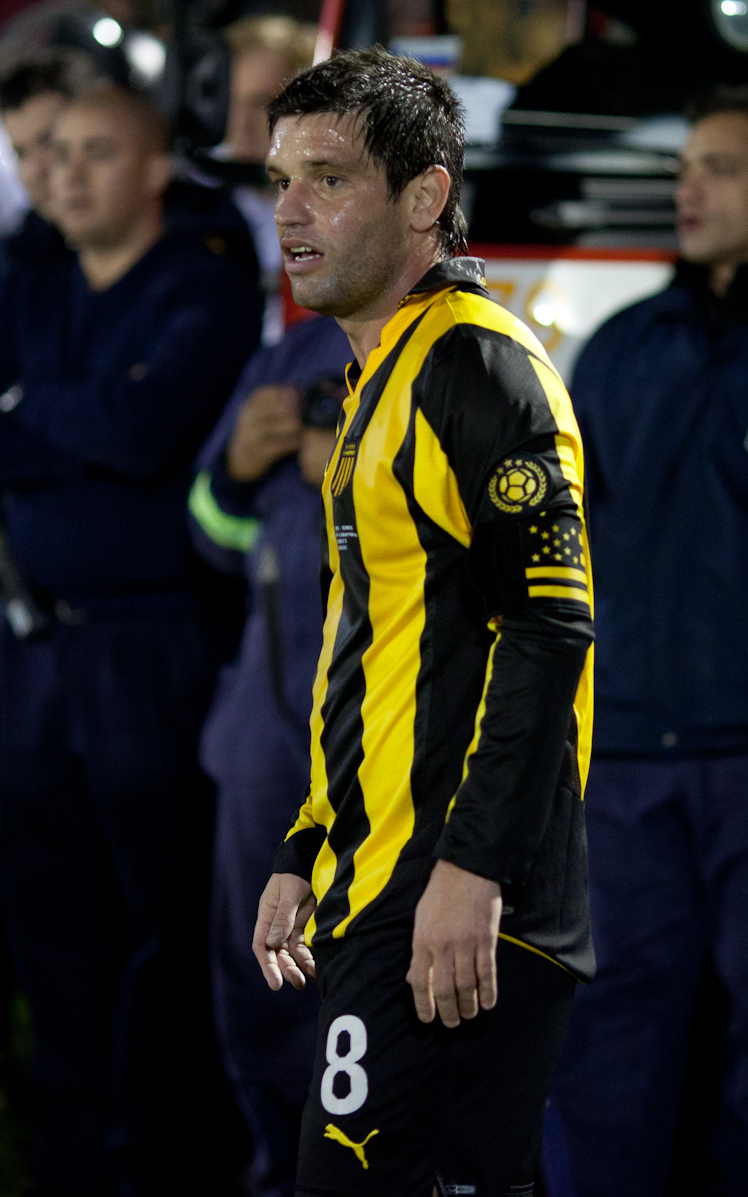
El uruguayo Antonio Pacheco fue fundamental durante la última estancia del Albacete Balompié en Primera División.

En la temporada 2003-04 el Albacete Balompié milita nuevamente en la Liga de Primera División, contando como entrenador al técnico César Ferrando que había conseguido el ascenso.
El "Alba", tras un duro trabajo logra finalizar la competición decimocuarto con 47 puntos, manteniendo la categoría y logrando una media de 15 456 espectadores el Carlos Belmonte. Entre los jugadores de la plantilla que consiguen este puesto destacan, además de los que cosecharon el ascenso, el portero Manuel Almunia, el albaceteño Pablo Ibáñez, Carlos Aranda, Gustavo Siviero o Antonio Pacheco, una plantilla formada por 29 jugadores de cuatro nacionalidades diferentes.
Será en la siguiente temporada, la 2004-05, cuando el equipo solo consiga sumar 28 puntos del total, insuficientes para mantener la categoría, y que abocarán al club a regresar a la categoría de plata junto con el C.D. Numancia y el Levante U. D.. En esta temporada el equipo contaba con una plantilla formada por jugadores destacados: Santi Denia, Valbuena, Paco Peña, Mark González o Jaime Sánchez.

### 2005-2014

#### Segunda División (2005-2010)
En la campaña 2005-06, ya en la Segunda División, el Albacete Balompié termina en la decimotercera plaza con 54 puntos, alejado de los puestos de cabeza de la clasificación. Será en la siguiente temporada, la 2006-07, cuando el club logre la sexta plaza, con 60 puntos, aunque sería insuficiente para luchar por los puestos de ascenso.
Desde entonces, la plantilla no logra remontar al equipo, y cosechará una media de 50 puntos en las siguientes tres temporadas que le mantendrán en la categoría de plaza, pero sin grandes altibajos clasificatorios. Así pues, en la temporada 2007-08 volverá a situarse en mitad de la tabla, decimosegundo con 52 puntos, un punto más de los que cosecharía en la campaña 2008-09, en la que terminaría decimoquinto.
En la temporada 2009-10 el equipo logra la permanencia en el último encuentro, aunque su jugador Christian Stuani lograra el segundo puesto en la clasificación de goleadores con 22 tantos, los tres cambios en el banquillo local marcarán la temporada y la crisis deportiva (fueron entrenadores del Albacete Balompié: José Murcia, Julián Rubio y David Vidal).
Será en la siguiente campaña, la 2010-11 cuando los malos resultados (solo se consiguieron 32 puntos) lleven al club al descenso y por tanto a la Segunda División "B", en la que nuevamente serán tres los entrenadores a lo largo de la competición (Antonio Calderón, David Vidal y Mario Simón). No obstante, en esta temporada varios de los jugadores del club mantenían un estado de forma excelente como Keylor Navas, que llegó al equipo procedente de Costa Rica que despertaron el interés de otros clubes.

#### Segunda División "B" (2011-2014)
Tras el descenso de categoría, el Albacete Balompié se encuadrará en el Grupo I durante la temporada 2011-12, en la que logrará el cuarto puesto, disputando la promoción de ascenso a Segunda División, aunque tras solventar la primera fase, caerá en los penaltis ante el Cádiz C. F.. En diciembre de 2011 Andrés Iniesta, canterano del 'Alba' y entonces jugador del Fútbol Club Barcelona, se convirtió en el máximo accionista del club tras adquirir 7000 acciones, operación valorada en 420 000 euros. Este hecho se suma al que protagonizó a principios de la temporada, cuando firmó un acuerdo de patrocinio con el club, mediante el cual el equipo luciría en las equipaciones la publicidad de la empresa vinícola que el jugador posee en su localidad natal Fuentealbilla (en la provincia de Albacete), llamada Bodegas Iniesta. En la Copa del Rey de dicha temporada dio una de las grandes sorpresas, llegando a los octavos de final tras eliminar al Atlético de Madrid después de vencer 2-1 en casa y dar la campanada ganando 0-1 en el Vicente Calderón, hecho que provocaría la llegada al banquillo colchonero de Diego Pablo Simeone. Posteriormente caería eliminado en Cuartos de final contra el Athletic de Bilbao.
El 2 de julio de 2018, el presidente Rafael Candel Jiménez dimite de su cargo por problemas de salud graves siendo su sucesor el que había sido hasta entonces vicepresidente de la entidad, Aurelio Milla Monteagudo.
En la campaña 2012-13, el club será encuadrado en el Grupo IV, y logrará la tercera plaza del grupo, lo cual le permitirá acceder a la promoción a Segunda División. En esta ocasión, en la promoción de ascenso a Segunda División, el Albacete no logrará pasar de la primera fase, al ser eliminado por el Real Oviedo por la diferencia de goles. Nuevamente en junio de 2013 Andrés Iniesta evita el descenso de categoría del club al adelantar los 240.000 euros que el club adeudaba a los jugadores. En marzo de 2013, Aurelio Milla dimite como presidente, por razones personales relacionadas con sus empresas, y asume el cargo de Presidente de la entidad el hasta entonces vicepresidente, Agustín Lázaro, quien sería el encargado de negociar y gestionar la precaria situación del club.
En julio de 2013 Agustín Lázaro dimitía de forma irrevocable como presidente de la entidad albaceteña junto al vicepresidente y a uno de los consejeros, dejando al equipo en manos del director general, Matías Martínez, hasta la celebración de la junta de accionistas que se celebraría en septiembre.
Será en esa asamblea de accionistas cuando salga elegido con el 186 % de los votos, Joaquín Echevarría, aunque finalmente no asumiría el cargo, dejando al Consejo de Administración la decisión de convocar una Junta Extraordinaria de Accionistas para el mes siguiente. Durante este periodo, asumiría el cargo de presidente Vicente Ferrer de la Rosa, quien ha estado al servicio del club más de 37 años.
Será en octubre de 2013 cuando tras la celebración de la junta extraordinaria de accionistas, José Miguel Garrido Cristo sea elegido presidente de la entidad blanca, con el 83,73% de los votos, manteniéndose en el cargo hasta verano de 2017.
En la temporada 2013-14, el equipo se encontraba encuadrado en el Grupo IV, junto a otros equipos de Castilla-La Mancha como el CD Guadalajara o el albaceteño La Roda CF. Tras cosechar 82 puntos e igualar el récord de la categoría, el Albacete Balompié, dirigido por Luis César Sampedro, se convirtió en campeón de dicho grupo, tres por encima de su inmediato rival La Hoya de Lorca, uno de los equipos revelación de la categoría.
Finalmente y tras el sorteo entre los campeones de grupo para celebrar los play-off por el ascenso a Segunda División, el club castellano-manchego fue emparejado con el equipo vasco del Sestao River. En una eliminatoria a doble partido, el "Alba" logró un importante 3 a 3 en casa del Sestao en un partido complicado y difícil, y en la vuelta y con un Estadio Carlos Belmonte lleno se consiguió un empate a dos (tras ir perdiendo el Albacete 0-2) que permitió al Albacete Balompié el ascenso de categoría.
El día 26 de mayo cerca de cuarenta mil aficionados se concentraron en torno al centro de la ciudad para festejar el ascenso de categoría junto a los jugadores.
El último encuentro de la temporada fue el que disputó el Albacete Balompié contra el Racing de Santander en la eliminatoria por el campeonato de Segunda División "B", tras haber superado las eliminatorias de los cuatro campeones de grupo de la categoría. Después de haber cosechado un empate en el partido de ida, y de ir perdiendo por dos tantos, el club castellano-manchego se coronó como campeón de la categoría en un partido tosco y bronco que finalizó con un 3-2.

### Vuelta a la Segunda División (2017-18) y Riazorazo (temporada 2021-22)
El Albacete Balompié compite en la temporada 2014-15 en la Segunda División del fútbol español con el objetivo de mantener la categoría. La complicada situación económica de la entidad lastra la planificación deportiva razón por la cual se apuesta por mantener a los jugadores clave del ascenso y por completar la plantilla con jugadores prometedores que proceden de categorías inferiores. Tras un inicio titubeante se revelan graves deficiencias en la planificación: el equipo está descompensado, la defensa es débil y la combinación de errores defensivos e inexperiencia de la plantilla sume al equipo en una grave crisis de resultados. Así las cosas, el Albacete recibe la apertura del mercado de invierno hundido en la clasificación y como firme candidato al descenso, sin embargo, la secretaría técnica rectifica los errores del verano y centra sus esfuerzos en reforzar la zaga. Con el entrenador confirmado en su puesto pese a los malos resultados y nuevos fichajes, el equipo remonta el vuelo y realiza una excelente segunda vuelta, se abandonan los puestos de descenso y el equipo se asienta en la zona media baja de la tabla, abriendo una tranquilizadora brecha de puntos respecto a los últimos clasificados que permite lograr el objetivo de la permanencia con solvencia a tres jornadas vista de la conclusión del campeonato. Las últimas semanas de la competición resultan un mero trámite, sin posibilidad de mayores logros tras cumplir el objetivo marcado y el Albacete finaliza en 14.ª posición.
El equipo arrancó la competición de Copa en la segunda ronda, eliminando al Zaragoza en el Carlos Belmonte (1-0) en eliminatoria disputada a partido único. Por el mismo procedimiento y en el mismo escenario, el Albacete se impuso al Recreativo de Huelva (2-1) en la tercera ronda. En dieciseisavos de final, el doble empate ante el Levante (1-1 y 0-0) clasificó a los valencianos por el mayor valor de los goles anotados en campo ajeno.
A pesar de la buena evolución deportiva del equipo a lo largo de la temporada, la situación económica del club es crítica y su supervivencia pende de un hilo. El fracaso de las negociaciones con Hacienda para el pago de la deuda que el Albacete arrastra desde hace años pone a la SAD, embargada, al límite de sus posibilidades y en febrero de 2015 el Consejo de Administración solicita voluntariamente la liquidación de la sociedad. Se explica entonces que la falta de acuerdo con la Agencia Estatal de Administración Tributaria obliga legalmente a declarar la liquidación, pero medios de comunicación y entidades del entorno aseguran que el Albacete tiene ingresos en perspectiva que garantizan su viabilidad; algún accionista particular y la recién constituida asociación "Salvar al Alba" se personan en el proceso judicial. El proceso de liquidación cesa por auto judicial en mayo de 2015 cuando el Consejo de Administración presenta recurso contra su propia solicitud de liquidación y comunica al juzgado la obtención de recursos económicos adicionales para salvar la situación.
En la temporada 2015-16 tras un mal año, el equipo desciende de nuevo a Segunda División B.
El club albaceteño disputó la lucha de los playoffs para volver a la categoría de plata. Acabó primero con 69 puntos en el Grupo II de Segunda B y se clasificó a la promoción de ascenso para campeones. A los albaceteños les tocó el Lorca FC, con el que empataron 1 a 1 en el Carlos Belmonte y 0 a 0 en el Artés Carrasco. El Lorca FC ascendió gracias al valor doble de los goles en campo visitante. El Alba luchó contra el Atlético Baleares en la siguiente ronda, cosechando un empate a 1 en la ida y una victoria en la prórroga 2-1 en el Carlos Belmonte. En la ronda definitiva se enfrentó al Valencia Mestalla, ganando 0-1 en la ida disputada en el Estadio de Mestalla y empatando 0-0 en el Carlos Belmonte en el partido de vuelta, consiguiendo así el ansiado ascenso a la categoría de plata. Ese verano es comprado por la compañía Skyline International y elimina su deuda histórica con Hacienda. 
La temporada 2017-18 el club regresaba a LaLiga con el objetivo de afianzarse en la categoría. Tras un desastroso comienzo, sumando apenas 4 puntos en las primeras 7 jornadas del campeonato, el club albaceteño anunciaba la destitución de José Manuel Aira como técnico del primer equipo; en su lugar llegaría Enrique Martín Monreal hasta final de temporada. El equipo experimentaba un cambio radical y comenzaba a sumar puntos de manera continua hasta colocarse a pocos puntos de la zona de ascenso a LALIGA EA SPORTS. Llegando al final del campeonato, el equipo se desinfla y entra en una crisis de juego, lo que hace que el club termine la temporada sufriendo, pero consiguiendo el objetivo de la salvación.
La temporada 2018-19 es la marcada por el club para intentar conseguir el regreso a LALIGA EA SPORTS, por lo durante el verano centran sus esfuerzos en retener a futbolistas clave como Roman Zozulia, Tomeu Nadal o Álvaro Arroyo, y sumar jugadores que ayuden a la idea de fútbol combinativo que pretende el nuevo entrenador, Luis Miguel Ramis. De esta forma, se refuerzan con importantes jugadores llegados de Real Madrid (Aleix Febas y Álvaro Tejero), Inter de Milán (Rey Manaj) o Genoa CFC (Santiago Gentiletti), que sumados a otros jóvenes jugadores harían que el club albaceteño se instalase en las primeras jornadas de competición en puestos de ascenso.
Ese año, el club bate su récord de abonos bajo el lema '#PonteLaCamiseta', llegando a superar los 8100 abonados en septiembre, los cuales aumentarían hasta los casi 9100 en la campaña de invierno.
Como hecho anecdótico, el 26 de septiembre se quedó como único equipo invicto del Fútbol Profesional en España en esta temporada, hito que mantuvo hasta el 7 de octubre cuando cayó derrotado 1-0 por el Real Oviedo en el Carlos Tartiere. El club acabó la primera vuelta como 'subcampeón de invierno' con 39 puntos, a uno solo del líder Granada CF, siendo el equipo menos derrotado de la categoría (solo 2) y encadenando 12 partidos consecutivos sin perder.
En la jornada 35, frente a la U. D. Las Palmas, el club alcanzaba los 1000 goles en Segunda División. El autor del tanto fue Eugeni Valderrama, quien acabó firmando un 'doblete' en la victoria final por 4-2.
Pese a haber estado durante casi toda la temporada en puestos de ascenso directo a LALIGA EA SPORTS, dos inesperadas derrotas en las últimas jornadas frente al CA Osasuna y Granada CF (que acabarían como 1° y 2° clasificados) les hacía jugarse el ascenso en un playoff junto a Málaga CF, Deportivo de La Coruña y RCD Mallorca. 
Por clasificación, el primer rival de la eliminatoria era el RCD Mallorca, equipo que conseguiría vencer en la ida por 2-0. El partido de vuelta, disputado en el Carlos Belmonte, finalizó con victoria del 'Alba' por 1-0, lo que no fue suficiente para igualar la eliminatoria y quedaron apeados de la fase de ascenso por el club que posteriormente ganaría el playoff y subiría de categoría.
La temporada 2019-20 empieza con una reestructuración obligada debido a las importantes bajas que tenía la plantilla, ya que varios jugadores que habían destacado el año anterior se marchaban en verano con destino a LALIGA EA SPORTS. Los castellano-manchegos cubrían estos huecos con jugadores destacados de la categoría de plata, reforzando en especial el centro del campo con hasta seis incorporaciones. 
El comienzo del campeonato era positivo para el 'Alba', que durante el primer tercio de la temporada era un asiduo de los puestos de ascenso. Llamaba la atención la efectividad de los castellano-manchegos, que en la jornada 13 y con tan solo 10 goles marcados sumaban 7 victorias, todas ellas logradas anotando un solo tanto por partido. Este hecho hacía del Albacete Balompié el equipo que mayor rentabilidad sacaba a sus goles de las 5 grandes ligas europeas, incluyendo primeras y segundas categorías. En la jornada 16, tras su victoria el La Romareda ante el Real Zaragoza, el 'Alba' se convertía en el primer equipo en toda la historia de la Segunda División en lograr 9 victorias por idéntico resultado (1-0 o 0-1).
Finalizada la primera vuelta del campeonato, el equipo se encontraba en mitad de la tabla a 6 puntos de los puestos de playoff de ascenso, habiendo disputado un partido menos que el resto de sus competidores por un aplazamiento en la jornada 20. 
En la segunda vuelta, los castellano-manchegos cogerían una pésima dinámica de resultados que desembocaría en la destitución del técnico Luis Miguel Ramis en febrero. El equipo arrastraba una racha de nueve partidos consecutivos sin ganar y solo había sumado 3 puntos de 27 posibles, lo que había propiciado que entrasen en zona de descenso. Su relevo lo cogía Lucas Alcaraz, entrenador con una dilatada experiencia en la categoría que se comprometía hasta final de temporada. El cambio de entrenador fue positivo para el club y, si bien el juego no mejoró demasiado, los puntos empezaron a llegar poco a poco al casillero del 'Alba'. Se llegó a la última jornada con un punto de ventaja sobre la zona de descenso y jugándose la permanencia en el Ramón de Carranza contra el Cádiz CF, líder de la categoría que ya había conseguido matemáticamente el ascenso a Primera División. En un partido de garra del Albacete y tras haber mandado un balón al palo y un gol anulado por el VAR, el jugador albacetista Maikel Mesa marcaba de penalti en el 90' el gol que significaba el 0-1 definitivo y la permanencia del Albacete Balompié una campaña más en la 'categoría de plata' del fútbol español. 

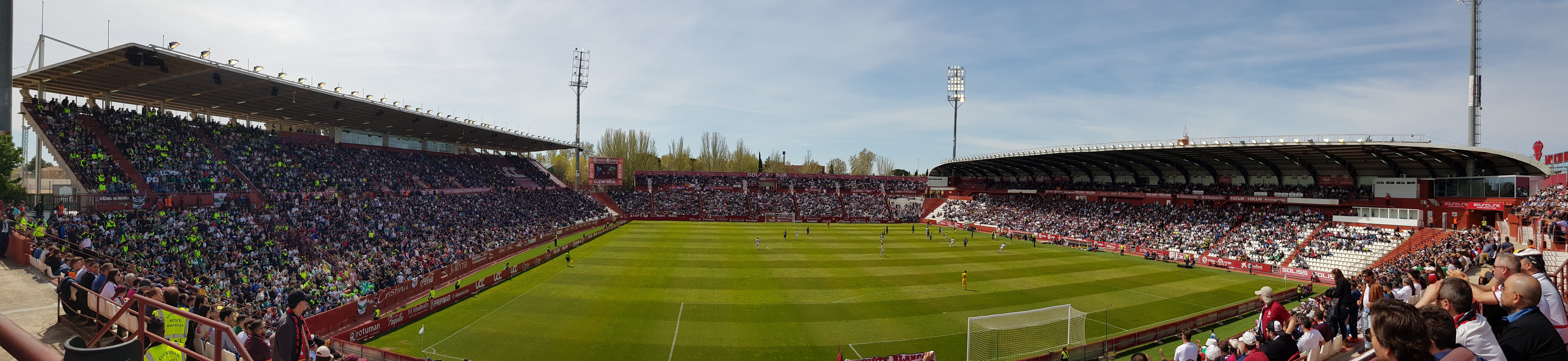
Estadio Carlos Belmonte, temporada 2018-19

En la temporada 2020-2021 pierde la categoría, después de quedar colista del campeonato.
En la temporada 2021-2022, con el entrenador Rubén de la Barrera, acaba en la tercera posición del Grupo II de Primera División RFEF, jugando así los playoffs de ascenso. En las semifinales se enfrenta al Rayo Majadahonda, al cual vence por 2-1. En la final se enfrenta al Real Club Deportivo de la Coruña en su propio estadio, y a pesar del gol inicial del cuadro coruñés, el Albacete consiguió remontar en la prórroga contra todo pronóstico, dejando un marcador final de 1-2 y ascendiendo a la Segunda División de España, en una gesta que pasaría a la historia del fútbol español como el 'Riazorazo'.

### Vuelta a la Segunda División (2022-)
En la temporada 2022-23, tras ganar al  Depor en el playoff de ascenso, el Albacete volvió a Segunda División de España, tras el fichaje del técnico vigués Rubén Albés terminó la liga regular en el sexto puesto para disputar el playoff a Primera División de España cayendo por un global de 6-1 en la primera ronda del mismo frente al  Levante.
Durante esta temporada surgen diferentes problemas con la iluminación del estadio Carlos Belmonte con los que el club es multado con una suma cercana a los 300.000€ por problemas deficitarios en la iluminación y el marcador del estadio.
Debido a todos estos problemas (además de otros), el club decide realizar un plan para la remodelación del estadio alrededor de la temporada 2025-2026 como fecha máxima.
El equipo contó con el fichaje de otros jugadores que fueron importantes como Jonathan Dubasin, Lander Olaetxea, Álvaro Rodríguez, Higinio Marín, Cristian Glauder o la vuelta de Maikel Mesa.

## Simbologías

### Himno
A pesar de que el club contaba con un himno datado en la década de los cuarenta, a finales de los años ochenta Casimiro Ortega, un músico y compositor albaceteño, comenta a un directivo de la entidad la posibilidad de componer un nuevo tema más acorde con el momento deportivo y social. Tras las orientaciones dadas por la ejecutiva del club, en una semana el compositor castellano-manchego tiene listo el proyecto.
Tras la aprobación por parte de la directiva del proyecto de himno, se procede a la grabación del mismo, que contó con la supervisión del compositor y músico Josep Mas "Kitflus", además de participar en la misma el propio Casimiro Ortega, su hijo Javier, Tony Ronald, Fran Mercader o Amadeo Jaén (del grupo Los Diablos). Para la grabación del efecto ambiente, ésta se llevó a cabo durante un partido real disputado en el Carlos Belmonte.
El 18 de febrero de 2019, el creador del himno Casimiro Ortega cedía los derechos de este al club; "El himno se queda en el Albacete, su casa" argumentó el autor albaceteño en el acto de cesión.

### Escudo

Escudo de Albacete.

El escudo oficial del Albacete Balompié se inspira básicamente en el escudo de la ciudad de Albacete, aunque ha ido evolucionando a través del tiempo con pequeños matices.
Las tres torres hacen alusión a los tres primeros asentamientos humanos en el municipio de Albacete (que se corresponden con la zona de Plaza de Carretas, Villacerrada y el Cerrillo de San Juan), lugares en donde existieron algunas fortificaciones durante la Edad Media.
El murciélago, que envuelve el escudo, tiene también su origen en el emblema de la ciudad de Albacete. Aunque en sus orígenes este pudo ser un águila, e incluso algunos historiadores apuntan a que la primigenia forma del estandarte eran dos manos aladas enfrentadas con una espada, hace alusión al señorío del Infante don Manuel de Castilla que se extendía por este territorio y el cercano de Chinchilla durante la Edad Media.
En una primera etapa (1939-1947), el emblema tenía forma circular, siendo abrazado por el murciélago cuyo perímetro era recorrido por una línea grana, y en su seno se encontraban las siglas A.F.A. en alusión a la denominación del club como "Albacete Football Asociación" que se distribuían entre las tres torres de la ciudad primigenias.
En una segunda etapa (1947-1992), el escudo se vuelve triangular (concretamente de triángulo isósceles invertido), y más similar al actual, desapareciendo las anteriores siglas, y optando por las nuevas A.B., en alusión a la modificación nominativa del club, que pasa a denominarse "Albacete Balompié". Dichas siglas se incardinan en la parte inferior de la insignia, dejando la superior a las tres torres.
En la tercera y última etapa evolutiva del escudo del club, una franja grana recorre paralela el perímetro del triángulo principal (en alusión a la primera etapa del escudo), y aumenta el cuerpo del murciélago, a la postre, signo distintivo e identificativo del equipo.

### Mascota
En septiembre de 2005 se presentó la nueva mascota diseñada por el albaceteño Luis Delgado Gerada llamada "Zete", en clara alusión al nombre de la ciudad, y que, como la anterior, es también un murciélago aunque con unos rasgos más humanizados que su antecesora.
La mascota tradicional del equipo era "MAGUILA", un gorila que simbolizaba la monería del club y la ciudad.

## Afición

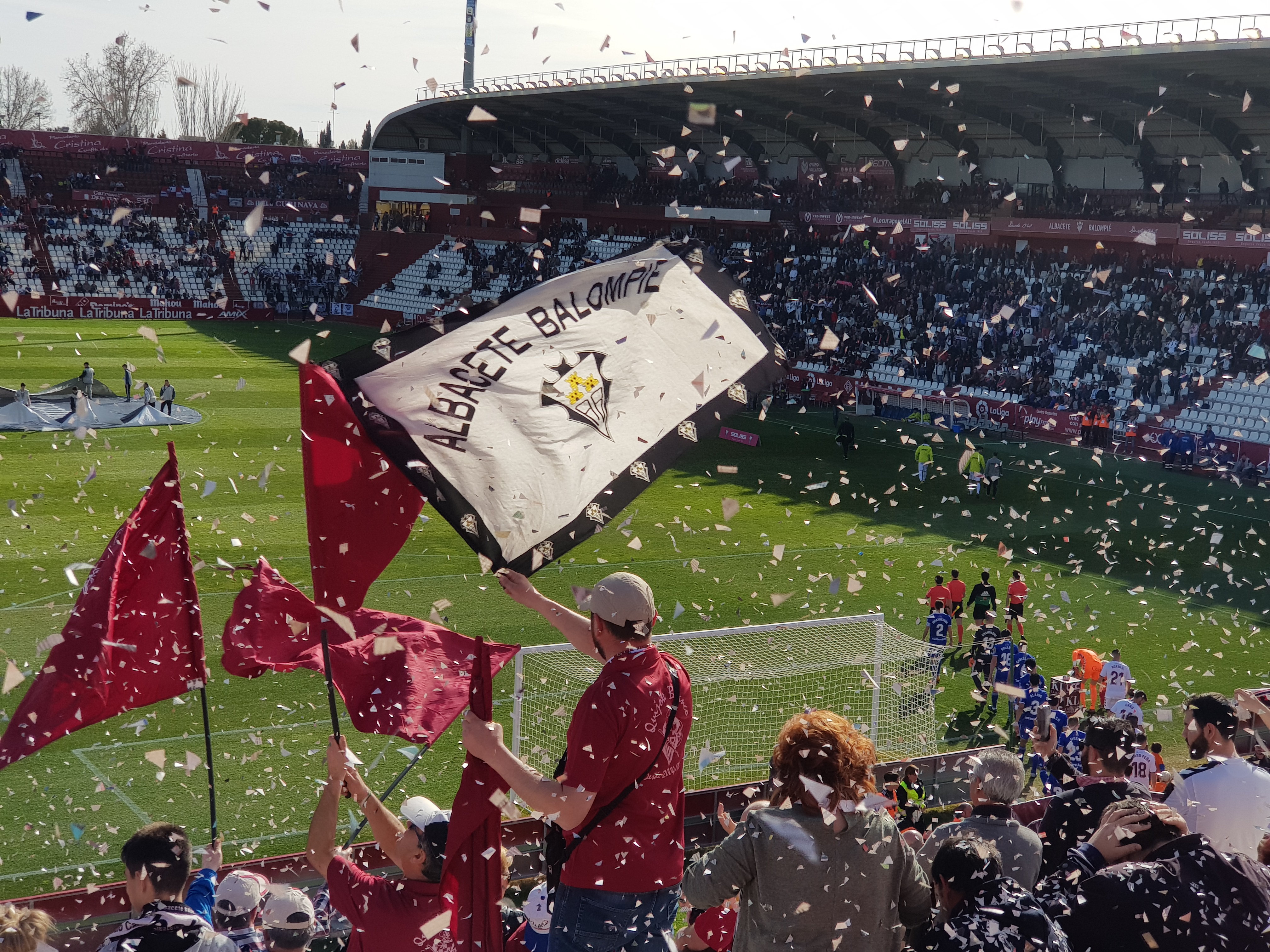
Afición del 'Alba'

El Albacete Balompié cuenta con más de 12.000 abonados en la temporada 2023-2024.
El 'Alba' tiene 18 peñas, de las que 15 se encuentran dentro de la Federación de Peñas del Albacete Balompié. Todas las peñas de aficionados tienen su sede en la provincia de Albacete, a excepción de una peña en Valencia y otra en Mánchester, Inglaterra.
Además, la afición cuenta con ABP FANS 1940, grupo de animación principal tanto en los partidos locales como visitantes, responsables de los mejores mosaicos y tifos que se han visto en el Carlos Belmonte.

## Uniforme
- Uniforme local: Camiseta blanca con detalles rojo carmesí, pantalón blanco y medias blancas.
- Uniforme visitante: Camiseta negra con mangas carmesí, pantalón negro y medias negras.
- Uniforme alternativo: Combinación de la camiseta local o visitante con pantalones carmesí y medias carmesíes.[58]
- Patrocinador: Globalcaja.[59]
- Firma Deportiva: Adidas.

### Uniforme titular
Desde su fundación, el Albacete Balompié ha mantenido siempre el uniforme titular definido en las primeras conversaciones para la creación del club en 1940, el blanco, que, entre otras cuestiones, abarataría el dispendio destinado a la adquisición de equipaciones. Estos colores junto con el rojo carmesí, por su relación con los colores de la bandera de Castilla-La Mancha, y el negro, han estado siempre presentes en la primera equipación del equipo.
| Algunas de las equipaciones empleadas por el Albacete Balompié a lo largo de su historia |           |           |           |           |           |           |          |
| 1940-1959                                                                                | 1985-1987 | 1990-1992 | 1992-1993 | 1999-2001 | 2003-2004 | 2009-2010 | 2014-... |
|                                                                                          |           |           |           |           |           |           |          |

### Uniforme visitante
El Albacete Balompié ha utilizado preferentemente dos los tonos para su uniforme alternativo, el negro y los tonos granates, que han ido variando a lo largo de la historia del club. No obstante, también se han empleado otros diseños cuyo color predominante ha sido el rojo.

### Tercer uniforme
El uso del tercer uniforme por el conjunto castellano-manchego ha sido una novedad de las últimas temporadas. Algunos de los colores utilizados han sido el verde, el azul o el naranja, como en la campaña 2013-14.

### Firma deportiva y patrocinador
| Periodo      | Firma deportiva                 | Patrocinador principal         |
| ------------ | ------------------------------- | ------------------------------ |
| 1940–1985    |                                 | Ninguno                        |
| 1985–1987    |                                 | Caja de Ahorros de Albacete    |
| 1987–1989    | Ninguno                         | Caja de Ahorros de Albacete    |
| 1989–1991    |                                 | Caja de Ahorros de Albacete    |
| 1991–1992    | Alimentos de Castilla-La Mancha |                                |
| 1992–1997    | Caja Castilla-La Mancha         |                                |
| 1997–1998    | STYB Bolígrafos                 |                                |
| 1998–2001    |                                 | Ninguno                        |
| 2001–2003    | Viator                          | Diario El Pueblo de Albacete   |
| 2003–2004    | Viator                          | Quixote                        |
| 2004–2006    |                                 | Quixote                        |
| 2006–2009    |                                 | Quixote                        |
| 2009–2010    | Albacete Siempre                |                                |
| 2010–2011    |                                 | Caja Rural de Albacete / AMIAB |
| 2011–2012    | Bodegas Iniesta                 |                                |
| 2012–2013    | Bodegas Iniesta                 |                                |
| 2013–2014    | Bodegas Iniesta                 | Astore                         |
| 2014-2016    |                                 | Aurgi                          |
| 2016-2020    | Soliss                          |                                |
| 2020-2021    | Extrual                         |                                |
| 2021-2024    | Extrual                         |                                |
| iner Energía |                                 |                                |
| 2024-        | Globalcaja                      |                                |

## Estadio
El Estadio Carlos Belmonte, en donde disputa sus encuentros como local el Albacete Balompié, se encuentra en la Avenida de España s/n, muy cercano al Campus de Albacete de la Universidad de Castilla-La Mancha y al Parque Científico y Tecnológico, en una de las zonas de mayor expansión de la ciudad de Albacete. Fue inaugurado el 9 de septiembre de 1960, siendo entonces la capacidad del mismo 9230 espectadores.
El estadio actual se inauguró el 9 de septiembre de 1960, en plena Feria de Albacete con un partido amistoso entre el Albacete Balompié, que participaba en la temporada 1960-61 en el grupo X de la Tercera división, y el Sevilla F. C. que militaba en la Primera División.
En los años 70 del siglo XX, se realizan las primeras remodelaciones de las instalaciones, dotándose a la zona de preferencia de cubierta e instalándose las torres de iluminación del terreno de juego.
Tras el ascenso a la Primera División del Albacete Balompié, en el verano de 1991 se inicia una de las obras más importantes del estadio hasta la fecha para poder adaptarlo a la máxima categoría del fútbol español. En esta ocasión se amplía la tribuna, y se moderniza el marcador. Esta remodelación amplía la capacidad del estadio hasta las 15 000 localidades.
Tras varios proyectos, en 1998 comienza la reestructuración más ambiciosa del Carlos Belmonte, eliminando las pistas de atletismo (uno de los elementos más característicos del estadio) y las localidades de pie, construyéndose unos nuevos vestuarios tras la zona del gol norte.
Durante el verano de 2004 se acometieron cambios en el estadio, tras la sexta campaña del club en la Primera División, tratándose de obras menores consistentes en el acondicionamiento de las salas de prensa y de la zona de palcos. El estadio Carlos Belmonte cuenta con 18 000 localidades distribuidas en las diferentes secciones en las que se dividen las instalaciones.
En 2017, acompañado de la llegada del grupo Skyline como propietarios del club, el estadio sufrió un nuevo lavado de cara, remodelándose el túnel de vestuarios, la sala de prensa, los vestuarios y siendo pintado de color granate, cumpliendo la normativa de la LALIGA de que todos los estadios luzcan un color policromático.
El Carlos Belmonte ha sido escenario de cinco encuentros internacionales de la selección española de fútbol, todos ellos clasificatorios para competiciones internacionales como Mundiales de Fútbol o Eurocopas, con un balance muy positivo para el equipo nacional.

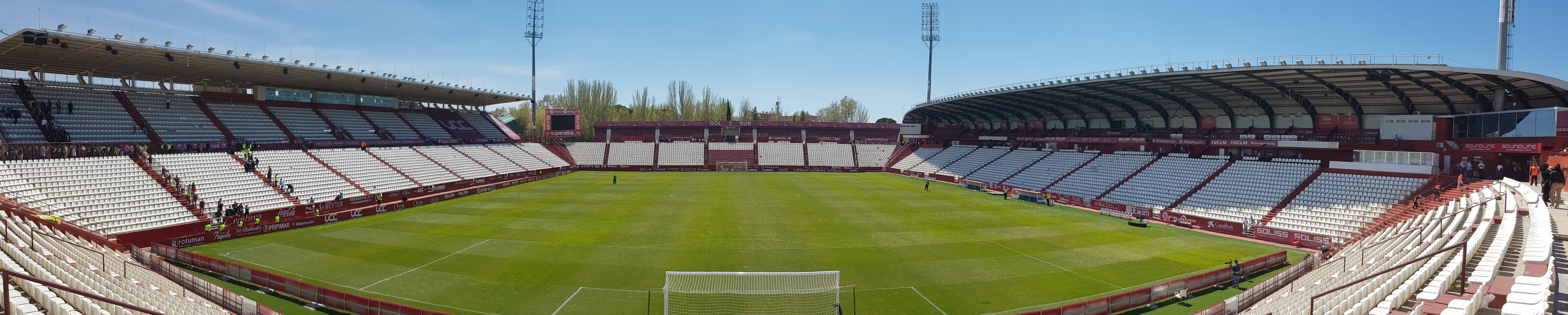
Estadio Carlos Belmonte (2019).

### Estadios históricos
Uno de los primeros equipos de la ciudad, el "Club Deportivo Albacete" llegó a disputar sus encuentros en la plaza de toros de la ciudad.
El Estadio del Parque de los Mártires
Desde su fundación en 1939, el Albacete Balompié disputó sus encuentros en un campo situado en el Paseo de la Cuba, desde donde se trasladó al estadio del Parque de los Mártires (actual Parque de Abelardo Sánchez), propiedad del Círculo de Cazadores y que era conocido como el "cinegético" por los aficionados, un terreno de juego que era de tierra y solo tenía gradas de madera en uno de sus laterales.

### La Ciudad Deportiva
La 'Ciudad Deportiva Andrés Iniesta' abría sus puertas en marzo de 1998, y en abril de 2005, se procedió a la inauguración de las reformas del complejo deportivo que se habían acometido (todas ellas de carácter menor). Se trata de un complejo polideportivo situado a 1,6 kilómetros del Estadio Carlos Belmonte, cercano al Aeropuerto de Albacete y a la Base Aérea de Los Llanos, que cuenta con una superficie de cerca de 75.000 metros cuadrados. Entre sus instalaciones deportivas cuenta con dos campos de fútbol de césped natural (uno de ellos con graderío para 3000 espectadores donde disputa sus encuentros el Atlético Albacete y el Fundación Albacete Balompié), tres campos de fútbol 11 de césped artificial, una pista multijuegos, un pabellón polideportivo cubierto de césped artificial, un edificio administrativo, varias salas de fitness, centro médico, cafetería y prensa.

## Jugadores y cuerpo técnico

### Plantilla y cuerpo técnico
- Los jugadores con dorsales superiores al 25 son, a todos los efectos, jugadores del Albacete Balompié B y como tales, podrán compaginar partidos con el primer y segundo equipo. Como exigen las normas de la LALIGA, los jugadores de la primera plantilla deberán llevar los dorsales del 1 al 25. Del 26 en adelante serán jugadores del equipo filial.

### Entrenadores
A lo largo de su historia el Albacete Balompié ha tenido un total de 78 entrenadores, entre los cuales, el que ha disputado mayor número de encuentros con el club ha sido el técnico de asturiano Benito Floro, que ha entrenado al primer equipo del club en 198 ocasiones.
El 16 de marzo de 2013, el club comunica el cese de Antonio Gómez como entrenador del primer equipo, puesto que desempeñaba desde el 17 de junio de 2011.
Será el 19 de marzo de 2013 cuando se haga oficial el fichaje de Luis César Sampedro como nuevo entrenador del club, el cual renovó contrato por dos temporadas a finales de enero de 2014. Tras una pésima racha de resultados, Luis César Sampedro fue destituido, y nombrado el más que mítico César Ferrando, que no logró mantener la categoría de plata, y el Albacete descendió de nuevo a Segunda División B.
En julio de 2016, se hace oficial la contratación de José Manuel Aira como nuevo entrenador del Albacete Balompié. El berciano, tras una temporada muy buena, consigue ascender al equipo albaceteño a Segunda División.
Tras la destitución de este último en octubre del 2017 debido al mal bagaje del equipo albaceteño, llega al cargo Enrique Martín Monreal.
Al finalizar la temporada, el club anunciaba que Enrique Martín no continuaba en el cargo y semanas después se hacía oficial el fichaje de Luis Miguel Ramis.
Después de una temporada irregular 2019 y de varios partidos perdidos es cesado Luis Miguel Ramis y se ficha a Lucas Alcaraz que consigue en la última jornada de liga "salvar" al club frente al Cádiz.C.F y así mantener un año más al club en la división de plata.
Después de un comienzo de temporada 2020/21 con mal juego y peores resultados se cesa a Lucas Alcaraz con mucha polémica porque era un entrenador querido en la ciudad, anuncia radio Marca Albacete el periodista Luis Castelo el fichaje en primicia del nuevo entrenador.
En la temporada 2021/22, se realiza la contratación de Rubén de la Barrera que decide no continuar tras ascender de nuevo a Segunda División de España.
Tras el ascenso a Segunda División de España, el 27 de julio de 2022 se hace oficial la contratación del técnico Rubén Albés procedente del Club Deportivo Lugo.

## Estadísticas Deportivas
- Campeonatos
  - Temporadas en Primera División: 7.
  - Temporadas en Segunda División: 27 (incluyendo la temporada 2023-24).
  - Temporadas en Primera Federación: 1.
  - Temporadas en Segunda División B / Segunda Federación: 11 / 0.
  - Temporadas en Tercera División / Tercera Federación: 30 / 0.
  - Temporadas en categorías regionales: 10.

- Cronograma histórico

- Mejores posiciones
  - Mejor puesto en Primera División: 7.º clasificado (temporada 1991-92)
  - Mejor posición en la Copa del Rey: semifinales (temporada 1994-95)

- Récords de jugadores
  - Jugador que más veces ha vestido la camiseta del club: Gabriel Martínez Monroy (337 partidos).[72]
  - Jugador con más partidos disputados en Primera con el club: José Luis Zalazar, 180 partidos (230 en todas las competiciones).[73]
  - Jugador más joven en debutar en partido oficial: César Díaz (debutó en la temporada 2003-04 con dieciséis años).[74]

- Récords de resultados[75]
  - Mayor número de goles en una temporada: 55 goles en 42 partidos (1995-96).
  - Mayor goleada conseguida en liga como local: Albacete Balompié 5 – Cádiz C. F. 0 (1992-93). Albacete Balompié 5 – Real Oviedo 0 (1993-94).
  - Mayor goleada conseguida en liga como visitante: Toledo 0 - Albacete Balompié 6 (2016-2017)
  - Mayor goleada encajada en Primera: Real Sociedad 8 – Albacete Balompié 1 (1995-96).
  - Mayor goleada conseguida en la Copa del Rey: Albacete Balompié 5 - Utebo F.C. 1 (1992-93).
- Máximos goleadores
  - Máximo goleador en la historia del club: Antonio López Alfaro, 84 goles en 282 partidos.[76]
  - Máximo goleador en Primera División: José Luis Zalazar, 57 goles en 180 partidos (más 15 en Segunda División).[77]
  - Máximo goleador en Segunda División: Abilio Rubio, 33 goles en 53 partidos.[78]
- Segundo equipo más precoz en alcanzar los 1000 goles en Segunda División: 22 temporadas[79]

| Posición | Partidos | Jugador           |
| -------- | -------- | ----------------- |
| 1        | 212      | Miguel Nuñéz      |
| 2        | 197      | Tomeu Nadal       |
| 3        | 175      | Álvaro Arroyo     |
| 4        | 165      | Fran Noguerol     |
| 5        | 152      | José Luis Zalazar |
| 6        | 150      | Manu Fuster       |
| 7        | 142      | Roman Zozulya     |
| 8        | 137      | Antonio Calle     |
| 9        | 134      | Coco              |
| 10       | 120      | César Díaz        |

| N.º GOL | JUGADOR              | RIVAL               | TEMPORADA |
| ------- | -------------------- | ------------------- | --------- |
| 1       | Francisco Bravo      | Balompédica Linense | 1949-50   |
| 100     | Vicente Fayos        | UD Melilla          | 1950-51   |
| 200     | "Manono" Salvador    | UD Figueras         | 1990-91   |
| 300     | Dani Bouzas          | U. D. Las Palmas    | 1997-98   |
| 400     | Delfí Geli           | CD Toledo           | 1999-2000 |
| 500     | "Juanlu" Bernal      | Atlético de Madrid  | 2001-02   |
| 600     | Carlos Reina Aranda  | Ciudad de Murcia    | 2005-06   |
| 700     | José Antonio "Verza" | Alicante CF         | 2008-09   |
| 800     | Alberto Abengózar    | Celta de Vigo       | 2010-11   |
| 900     | Jason Remeseiro      | SD Ponferradina     | 2015-16   |
| 1000    | Eugeni Valderrama    | U. D. Las Palmas    | 2018-19   |
| 1100    | Higinio Marín        | U. D. Las Palmas    | 2022-23   |

## Información institucional

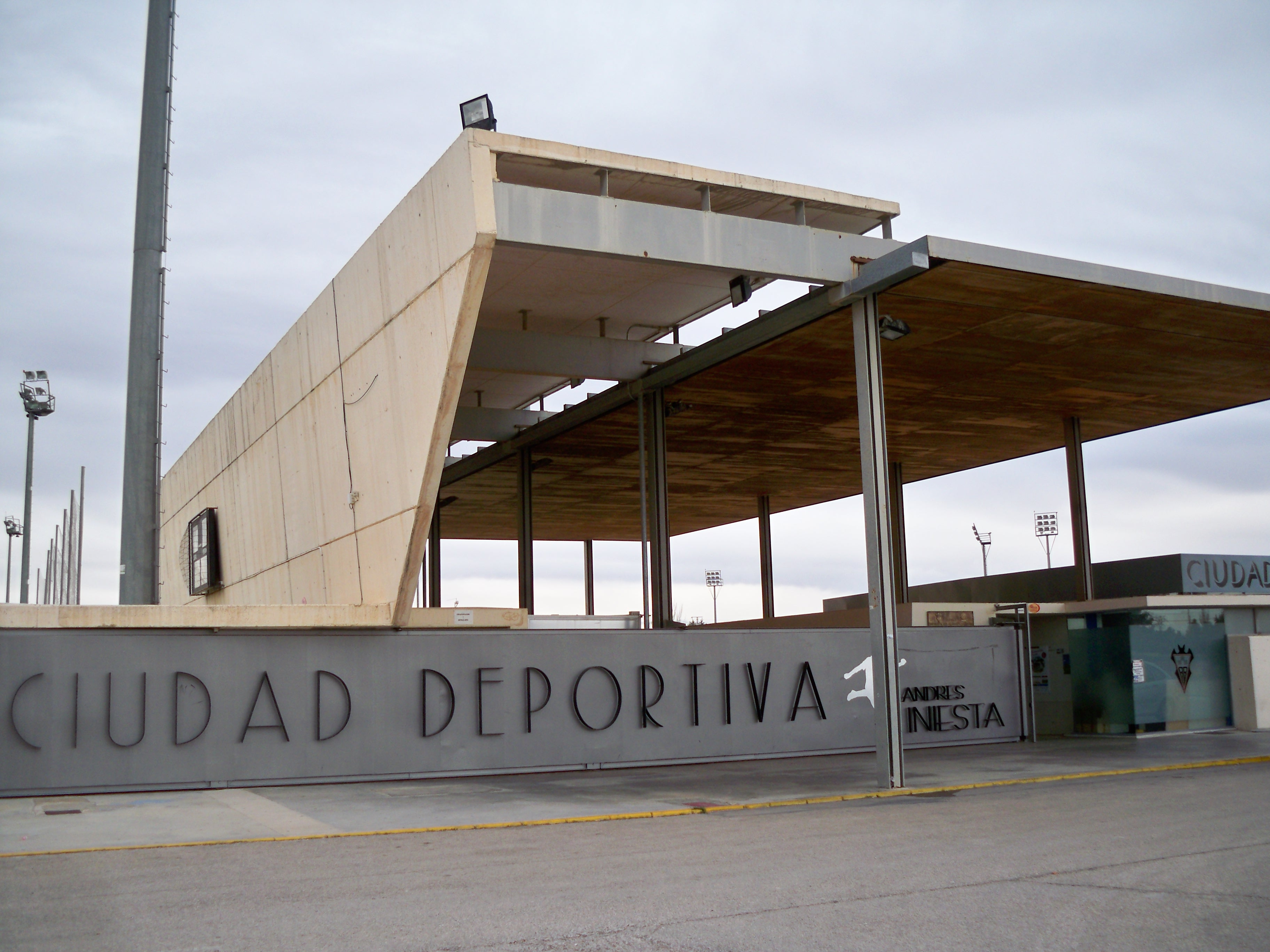
Entrada a la Ciudad Deportiva "Andrés Iniesta" del Albacete Balompié, situada en el extrarradio de la ciudad de Albacete, donde se encuentra la sede del club.

### Datos del club
- Nombre completo: Albacete Balompié Sociedad Anónima Deportiva
- Fundación: 1 de agosto de 1940.[3]
- Sede oficial: Prolongación de la Avda. España, s/n (Ciudad Deportiva Andrés Iniesta).
- Dirección: Prolongación Avenida de España, Albacete.
- Abonados: 8747
- Peñas oficiales: 18[56]
- Presupuesto: 9.200.000 € para la temporada 2018-19.[80]

Junta de accionistas
El máximo accionista del club castellano-manchego es el grupo catarí Skyline International.

### Presidencia
El Albacete Balompié ha tenido 32 presidentes a lo largo de su historia. Fernando Navarro Garrido fue el que más tiempo estuvo en su puesto, desde 1972 hasta 1981. José Zafrilla Valera (1943-1945 y 1968-1971) y Rafael Candel Jiménez (1988-1992 y 2009-2012) han ejercido el cargo de presidente en dos periodos distintos. José Miguel Garrido Cristo fue el presidente del club entre 2013 y 2017. Su actual presidente es el venezolano-libanés Georges Kabchi.

### La directiva actual
La directiva actual está integrada por un Consejo de Administración:

#### Consejo de Administración[83]
| Cargo          | Nombre         |
| -------------- | -------------- |
| Presidente     | Georges Kabchi |
| Vicepresidente | Víctor Varela  |
| Consejero      | Sarkis Kabchi  |

### La Fundación Albacete Balompié
En 1997 se creó la Fundación Albacete Balompié con el objetivo de promocionar la juventud a través del deporte, la educación y la cultura mediante donaciones de empresas, instituciones, individuos y las aportaciones del Albacete Balompié como socio fundador, encontrándose al frente de la fundación el presidente del consejo de administración del club.
La fundación coordina algunas de las categorías inferiores del Albacete Balompié y otras secciones (como la femenina) que dan cabida a cerca de 400 jóvenes. Además, cuenta con programas de intercambio de jugadores a nivel nacional e internacional, organiza torneos, cursos de formación, y dispone de un centro médico deportivo que colabora en la realización de programas de investigación relacionados con la medicina deportiva.
La entidad sin ánimo de lucro mantiene acuerdos de colaboración con equipos y escuelas deportivas que dan cobertura a cerca de 2200 jóvenes de Castilla-La Mancha.

## Palmarés

### Competición nacional
| Competición                               | Títulos | Subcampeonatos                                                                            | Tercer puesto                                                             |
| ----------------------------------------- | --- | ----------------------------------------------------------------------------------------- | ------------------------------------------------------------------------- |
| Segunda División (1)                      | 1990-91. |                                                                                           | 2002-03.                                                                  |
| Segunda División B (3)                    | 1989-90 (Gr. III), 2013-14 (Gr. IV, y campeón absoluto de la categoría) y 2016-17 (Gr. II).                                                       | 1984-85 (Gr. II).                                                                         | 1982-83 (Gr. II), 1987-88 (Gr. IV) y 2012-13 (Gr. IV).                    |
| Tercera División (8)                      | 1945-46 (Gr. VII), 1946-47 (Gr. VIII), 1948-49 (Gr. V), 1958-59 (Gr. X), 1960-61 (Gr. X), 1963-64 (Gr. X), 1964-65 (Gr. X) y 1981-82 (Gr. XVIII). | 1966-67 (Gr. X), 1977-78 (Gr. IV), 1978-79 (Gr. V), 1979-80 (Gr. VI) y 1980-81 (Gr. XIII) | 1944-45 (Gr. VIII), 1947-48 (Gr. VII), 1952-53 (Gr. V) y 1965-66 (Gr. X). |
| Copa de la Liga de Segunda División B (2) | 1983-84, 1984-85. |                                                                                           |                                                                           |
|                                           | |                                                                                           |                                                                           |

### Competición autonómica
| Competición               | Títulos                                                | Subcampeonatos |
| ------------------------- | ------------------------------------------------------ | -------------- |
| Regional Preferente (1/1) | 1974-75.                                               | 1976-77.       |
| Primera Regional (0/1)    |                                                        | 1942-43.       |
| Primera Regional B (1/0)  | 1939-40.                                               |                |
| Trofeo de la Junta (9/1)  | 1997, 1998, 1999, 2002, 2003, 2008, 2016, 2023 y 2024. | 2004.          |

### Torneos amistosos
- Trofeo Ciudad de Albacete (13): 1973, 1974, 1977, 1978, 1980, 1981, 1983, 1988, 1989, 1991, 1993, 1994 y 2017.
  - Subcampeón del Trofeo Ciudad de Albacete (9): 1976, 1979, 1982, 1985, 1986, 1987, 1995, 1996 y 2018.
- Trofeo Castilla-La Mancha (1): 1992.
  - Subcampeón del Trofeo Castilla-La Mancha (2): 1993 y 1994.
- Trofeo Feria de Toledo (2): 1977 y 1978.
- Trofeo Ciudad de Gandía (2): 1982 y 2003.
- Trofeo Feria de Ciudad Real (2): 1988 y 1991
- Trofeo del Olivo de Jaén (1): 1991.
- Trofeo Ciudad de Almería (1): 1992.
- Trofeo Amaro González (Alicante) (1): 1992.
- Trofeo Puerta de Toledo (Ciudad Real) (1): 1996.
  - Subcampeón del Trofeo Puerta de Toledo (Ciudad Real) (1): 1995.
- Torneo de San Ginés (Arrecife, Las Palmas) (1): 1997.
  - Subcampeón del Torneo de San Ginés (Arrecife, Las Palmas) (1): 1998.
- Trofeo Feria de San Julián (Cuenca) (3): 1975, 1993 y 2001.
- Trofeo Ciudad de Puertollano (1): 2004.
  - Subcampeón del Trofeo Ciudad de Puertollano (1): 2006.
  - Subcampeón del Ciudad de Cartagena "Carabela de Plata" (3): 2005, 2015 y 2017.
  - Subcampeón del Trofeo Ciudad de Alicante (1): 2014.[88]

### Trofeos individuales
Algunos jugadores del Albacete Balompié también han logrado trofeos individuales durante su militancia en la institución albaceteña:
- Premio Don Balón al jugador revelación temporada 1991-92 al jugador español Delfí Geli.
- Premio Don Balón al mejor pasador temporada 1994-95 al jugador uruguayo José Luis Zalazar.
- Trofeo EFE 1991-1992 a José Luis Zalazar (quedó en tercera posición en la temporada 1992-93, y segundo en la temporada 1994-95).
- Trofeo Pichichi de Segunda División temporada 2002-03 para Jesús Perera con 22 goles.
- Trofeo Pichichi de Segunda División B temporada 1989-90 (Gr. III) para Pedro Corbalán con 25 goles.
- Trofeo Pichichi de Regional Preferente temporada 1974-75 para Nemesio Martín "Neme" con 24 goles.

## Cantera
La cantera del Albacete Balompié mueve cerca de 400 jugadores entre el fútbol base del club y la Fundación Albacete Balompié, encargados de coordinar la actividad de las secciones inferiores.

### Atlético Albacete
Este equipo, hasta 2018 denominado Albacete Balompié "B", tiene como objetivo la formación de jugadores que puedan formar parte del primer equipo cuando el entrenador del mismo lo considere oportuno, y fue fundado en 1962, militando actualmente en el Grupo XVIII de la Tercera División junto a otros equipos de Castilla-La Mancha. El entrenador es Mario Simón y juega sus partidos en la Ciudad Deportiva "Andrés Iniesta".

### Juveniles
Para promover nuevos jugadores procedentes de la cantera, el club dispone de dos equipos de juveniles federados, cada uno en una categoría diferente. A veces el entrenador del primer equipo convoca para algunos partidos a jugadores juveniles y algunos de ellos han debutado y jugado en el primer equipo siendo juvenil.
El de mayor nivel compite en la División de Honor Juvenil, entrenados por Sergio Campos Simón. La División de Honor se divide en 7 grupos de 16 equipos, que se establecen por proximidad geográfica. El campeón de cada grupo tiene acceso a la Copa de Campeones de Liga Juvenil, mientras que los cuatro últimos clasificados descienden a la Liga Nacional Juvenil. Asimismo, los 7 campeones junto a los 7 subcampeones y los 2 mejores terceros se clasifican para la Copa del Rey. Los juveniles del Albacete Balompié han conseguido ganar en dos ocasiones la Copa del Rey de Juveniles, en 1994-95 y 2006-07.
El segundo equipo juvenil compite en el grupo XV de la Liga Nacional Juvenil que tiene como ámbito territorial a Castilla-La Mancha.

### Cadetes, infantiles, alevines y benjamines
El club desarrolla y promueve el fútbol entre las instituciones educativas por medio de escuelas de fútbol. Los niños que más destacan, y cuyas familias lo aceptan, pasan a formar parte de los diferentes equipos federados que participan en diferentes competiciones.
Equipos en categoría de cadetes:
- En Primera castellano-manchega, máxima categoría regional.
- En Segunda castellano-manchega Cadetes.

Equipos en categoría de infantiles:
- En Primera castellano-manchega infantil
- En Segunda castellano-manchega infantil.

Además, la Fundación Albacete Balompié coordina otros equipos de las categorías inferiores, entre ellos, un equipo de la categoría infantil, cuatro de categoría alevín, tres de benjamines, y tres de pre-benjamines.

## Otras secciones

### Sección femenina
Fundación Albacete

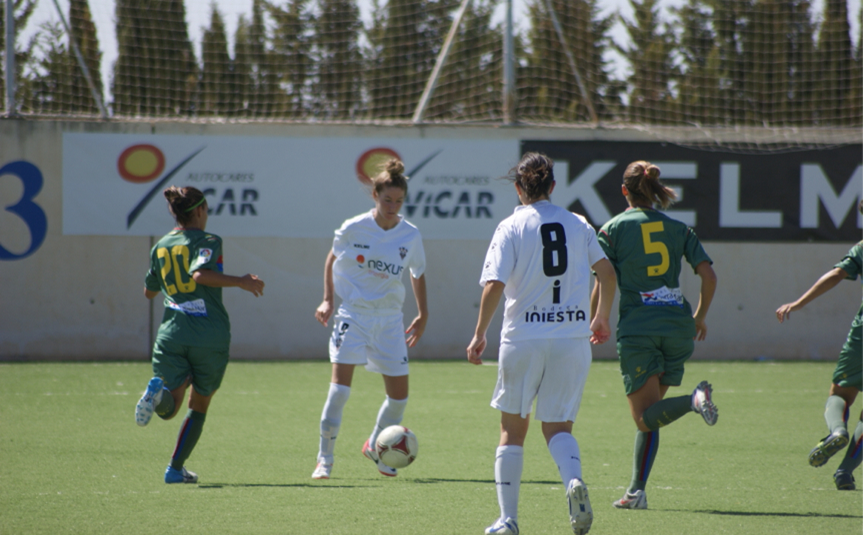
El Fundación Albacete en un encuentro contra la Levante U. D. celebrado en la Ciudad Deportiva.

El equipo femenino del Albacete Balompié, denominado oficialmente Fundación Albacete, milita en la Primera División Femenina, disputando sus encuentros como local en la Ciudad Deportiva Andrés Iniesta. Forma parte de la Fundación Albacete Balompié, organización no gubernamental y sin fines de lucro creada en Albacete en 1997, cuyo objetivo es la promoción de la juventud a través del deporte, la educación y la cultura.
En su palmarés cuenta con dos ligas de Segunda División Femenina conseguidas en las temporadas 2011-12 y 2012-13, luchando en numerosas ocasiones para los play-off de ascenso a la Primera División, y habiéndole sido concedida la Placa de Plata al mérito deportivo de Castilla-La Mancha en 2011 por la Junta de Comunidades.
Carlos del Valle es su entrenador en la actualidad, sustituyendo a Mila Martínez, entrenadora del fundación que consiguió el ascenso de categoría tras más de una década al frente del equipo.
Categorías inferiores
Gestionadas por la Fundación Albacete, la sección femenina cuenta con un equipo filial, el Fundación Albacete "B" que milita en la categoría regional.

### Fútbol sala
El Albacete Balompié es el principal patrocinador del equipo ONCE Albacete, por lo que se denomina ONCE - Albacete Balompié, y milita en la Primera División de la Liga Nacional de Fútbol Sala Categoría B2 para deficientes visuales.
- Albacete Balompié Fútbol sala masculino (principal patrocinador del equipo ONCE Albacete)
- Albacete Balompié Fútbol sala femenina (principal patrocinador del equipo ONCE Albacete)

### Veteranos
Organizados como asociación, fue fundada el 22 de junio de 1998 fruto de la unión de las organizaciones de veteranos del Albacete Balompié y del Atlético Albacete, aunque según los estatutos también han podido pertenecer al equipo filial. La asociación realiza numerosas actividades de diversa índole, entre ellas la participación en diversos torneos y campeonatos o la entrega de insignias. Actualmente disputa la Liga Levante de la Federación Española de Asociaciones de Futbolistas Veteranos, siendo su presidente Pedro Antonio Martínez Soriano.

## Otros datos
- El club castellano-manchego disputó el partido más largo de la historia del fútbol profesional en España. Dicho encuentro, que le enfrentaba como visitante al Rayo Vallecano, comenzó el 15 de diciembre de 2019 y se terminó de jugar el 10 de junio de 2020. El encuentro, que se suspendió al descanso por insultos de la afición local a un jugador del 'Alba', se demoró en varias ocasiones y el parón del fútbol por el COVID-19 no permitió que se disputase hasta esa fecha. Además, fue el primer partido de fútbol profesional en España tras el parón por dicho virus.[100]
- Es uno de los pocos clubes que ostenta el récord de haber marcado uno de los goles más rápidos de la liga. Fue el anotado por el panameño Rommel Fernández (el Pánzer, como era popularmente conocido) a los 10 segundos de partido en el encuentro Albacete Balompié - Cádiz C.F. de la temporada 1992-93.[101]
- También tiene uno de los récords de mayor distancia, el logrado por Zalazar desde 54 metros en el partido Albacete Balompié - Atlético de Madrid de la temporada 1992-93.[102]

- Es el único club español que ha perdido la promoción de descenso a Segunda división durante dos años consecutivos. En la temporada 1994-95 la perdió contra el U.D. Salamanca,[103] pero fue readmitido en Primera junto al Real Valladolid a causa de un retraso del Sevilla C.F. y del R.C. Celta de Vigo en presentar los documentos exigidos por la LaLiga. Y en la temporada 1995-96 la perdió contra el C.F. Extremadura, lo cual supuso su descenso de categoría.[104]

- Es uno de los nueve equipos en toda la historia del fútbol español que ha conseguido el doble ascenso de Segunda B a Segunda División, y de esta a Primera División (1989-90 y 1990-91).[105]

- Es el equipo con mejor posición en su primera temporada en Primera División tras subir por primera vez en su historia de Segunda División.

- Lionel Messi hizo su primer gol en partido oficial con el FC Barcelona al Albacete Balompié en partido de Liga disputado en el Camp Nou el 1 de mayo de 2005.[106] El delantero Fernando Torres, autor del gol que dio a España la Eurocopa de Austria y Suiza 2008, también anotó su primer gol en partido oficial contra el Albacete Balompié en su debut con el Atlético de Madrid en el Estadio Carlos Belmonte.[107]
- El club tiene oficialmente reconocida una peña en el condado inglés de Cheshire, al sur de Mánchester, con más de una decena de seguidores de nacionalidad británica.[108]
- Es el único club de Castilla-La Mancha en haber militado en Primera división de España.